# Shakotan
Shakotan (jap. 積丹町 Shakotan-chō) – miasto w Japonii, w prefekturze Hokkaido, w podprefekturze Shiribeshi. Według danych na rok 2020 miejscowość zamieszkiwało 1 831 mieszkańców , a gęstość zaludnienia wyniosła 7,7 os./km².